# Faro de Negril
El Faro de Negril (en inglés: Negril Lighthouse) fue construido en 1894 1,5 millas (2,4 km) al sureste de la punta más occidental de la isla de Jamaica por la empresa francesa pelele y Bernard. Es uno de los faros más antiguos de hormigón.  
Sus cimientos consisten en un tanque de 14 pies (4,3 m) de profundidad, que están lleno de agua para mantenerlo a los 20 metros (66 pies) reforzando la torre de hormigón y asegurándola en caso de un terremoto. La torre está rematada por una linterna y galería. 
Una luz blanca automática 30 m (100 pies) sobre el nivel del mar parpadea cada dos segundos. La luz funcionaba con gas inicialmente, cambio a acetileno en 1956 y a la energía solar en 1985. 